# Топем, Артур
А́ртур Джордж То́пем (англ. Arthur George Topham; 19 февраля 1869 — 16 мая 1931) — английский футболист, хавбек. Выступал за футбольные клубы «Оксфорд Юниверсити», «Кэжуалз», «Истборн», «Чизик Парк» и «Коринтиан», также провёл 1 матч за национальную сборную Англии.

## Биография
Родился в Шропшире, окончил школу Озуэстри и Кибл-колледж Оксфордского университета. В 1890 году сыграл за футбольную команду университета — «Оксфорд Юниверсити».
После окончания Оксфорда выступал за футбольные клубы «Кэжуалз», «Истборн» (где был капитаном и несколько раз выиграл Большой кубок Суссекса), «Чизик Парк» и «Коринтиан». В сезоне 1893/94 в составе «Кэжуалз» вышел в финал Любительского кубка Англии, где его команда проиграла клубу «Олд Картузианс».
В декабре 1891 года Топем на позиции центрального хавбека сыграл в неофициальном матче сборной Англии против сборной Канады. Англичане одержали в той игре победу со счётом 6:1. 12 марта 1894 года провёл свой единственный официальный матч за национальную сборную Англии, выйдя на позиции левого хавбека в матче Домашнего чемпионата против сборной Уэльса на стадионе «Рейскорс Граунд». Англичане победили в той игре со счётом 5:1.
После завершения футбольной карьеры работал школьным учителем и частным репетитором.
Его брат Роберт Топем также был футболистом и сыграл за сборную Англии.